# Елпидифор (Ламбриниадис)
Архиепи́скоп Елпидифо́р (греч.  Αρχιεπίσκοπος Ελπιδοφόρος, в миру Иоа́ннис Ламбриниа́дис, греч. Ιωάννης Λαμπρυνιάδης; род. 28 ноября 1967, Бакыркёй, Стамбул, Турция) — епископ Константинопольской православной церкви, архиепископ Американский (с 2019), ипертим и экзарх Атлантического и Тихого океанов.
Профессор факультета теологии Университета Аристотеля в Салониках (2018).

## Биография
По собственному признанию: «Я думаю, что мой отец оказал огромное влияние на меня в Стамбуле. Потому что он никогда не хотел ехать в Грецию, ему там никогда не нравилось, и он всегда хотел вернуться в Стамбул».
Обучался на кафедре пастырского богословия Богословского факультета Университета Аристотеля в Салониках, который окончил в 1991 году.
В 1993 году он окончил аспирантуру при философской школе Университета Бонна, защитив диссертацию на тему «Братья Николай и Иоанн Месариты».
В апреле 1994 года в Патриаршем соборе в Стамбуле был рукоположён в сан диакона и был назначен кодикографом Священного синода Константинопольской православной церкви.
С августа 1994 года по март 1995 года проходил срочную службу в турецкой армии.
В декабре 1995 году назначен младшим секретарём Священного синода.
В 1996—1997 годы обучался в Богословском институте святого Иоанна Дамаскина в Баламанде, Ливан, где совершенствовал свой арабский язык.
В 2001 году защитил диссертацию «Севир Антиохийский и Халкидонский Собор» на соискание учёной степени доктора богословия в духовной школе Университета Аристотеля в Салониках.
В 2004 году был приглашён в Греческий колледж Святого Креста в Бруклайне, где преподавал в качестве приглашённого профессора в течение одного семестра.
В феврале 2005 года был назначен Священным синодом на должность генерального секретаря (архиграматея) Священного синода и был рукоположён патриархом Варфоломеем в сан священника в Патриаршем соборе Святого Георгия.
20 марта 2005 года Патриархом Варфоломеем рукоположен в сан священника и получил должность архимандрита великой и Христовой церкви.
В связи с очередным витком попыток упорядочить канонический порядок Православной церкви на Американских континентах 16 марта 2009 года выступил в Бруклайнской православной богословской школе Святого Креста: повторил известную линию Константинопольского патриархата, призвав «диаспору» объединиться под омофором Константинополя.
3 марта 2011 года был избран титулярным митрополитом Прусским. Титул происходит от греческого названия Бурсы — Пруса.

### Епископское служение
20 марта 2011 года в Патриаршем Георгиевском соборе в Фанаре хиротонисан во епископа Прусского с возведением в достоинство митрополита. Хиротонию совершили: патриарх Константинопольский Варфоломей, митрополит Транопольский Герман (Хавиаропулос), архиепископ Критский Ириней (Афанасиадис), митрополит Мирликийский Хризостом (Калаидзис), митрополит Мосхонисийский Апостол (Даниилидис), митрополит Сасимский Геннадий (Лимурис), митрополит Флоринский Феоклит (Пассалис), митрополит Иконийский Феолипт (Фенерлис), митрополит Алеппский Павел (Язиджи) (Антиохийский патриархат), митрополит Волоколамский Иларион (Алфеев) (Московский патриархат), митрополит Камерунский Григорий (Стергиу) (Александрийский патриархат), митрополит Тамасский Исаия (Киккотис) (Кипрская православная церковь), архиепископ Белоцерковский и Богуславский Митрофан (Юрчук) (Московский патриархат). По окончании богослужения председатель ОВЦС Московского патриархата огласил поздравление новопоставленному от патриарха Московского и всея Руси Кирилла и отметил, что «факт участия иерарха Русской Православной Церкви в архиерейской хиротонии в Георгиевском Патриаршем соборе является уникальным событием, свидетельствующим о том, что отношения между нашими Церквами переживают подъём и динамично развиваются».
В сентябре 2011 года был назначен настоятелем монастыря Святой Троицы на острове Халки. Высказывались предположения, что митрополит Элпидифор должен будет в дальнейшем возглавить также управление семинарией и православной богословской школой на острове, возобновить которые обещали власти Турции.
В январе 2014 года официальный сайт Константинопольского патриархата опубликовал за его подписью ответ на принятый в декабре 2013 года Священным синодом Русской православной церкви документ «Позиция Московского Патриархата по вопросу о первенстве во Вселенской Церкви» — «Первый без равных. Ответ на „Позицию Московского Патриархата по проблеме первенства во Вселенской Церкви“».
10 мая 2019 года (решение было официально датировано 11 мая) решением Священного синода Константинопольского патриархата избран главой Американской архиепископии. Настолован в Троицком соборе Нью-Йорка 22 июня.
16 июля 2019 года провёл встречу с президентом США Дональдом Трампом, вице-президентом США Майком Пенсом и другими официальными лицами Белого дома.
В июле 2022 года в Афинах совершил первое в истории греческого православия крещение младенцев, усыновлённых гомосексуальной парой — он крестил двух младенцев, усыновлённых дизайнерами одежды Эванджело Бусисом и Питером Дундасом. Действия Елпидифора, тем более совершённые на территории чужой юрисдикции, вызвали осуждение со стороны правящего митрополита Глифадского Антония (Аврамиотиса), Священного синода Элладской Православной Церкви, митрополита Пирейского Серафима, предстоятеля Кипрской Православной Церкви архиепископа Хризостома II; сожаление выразил Священный кинот Святой горы Афон.

## Награды
- Орден князя Ярослава Мудрого IV степени (Украина, 4 января 2019 года) — за выдающуюся деятельность, направленную на укрепление авторитета православия в мире, утверждение идеалов духовности и милосердия, весомый личный вклад в развитие автокефальной поместной Православной Церкви Украины[19].
- Орден князя Ярослава Мудрого V степени (Украина, 25 июля 2008 года) — за весомый личный вклад в развитие духовности и по случаю празднования в Украине 1020-летия крещения Киевской Руси[20].

## Сочинения и публикации
- «Братья Николай и Иоанн Месариты» (диссертация)
- «Север Антиохийский и Халкидонский Собор» (диссертация)
- Первый без равных. Ответ Константинопольского Патриархата на документ о первенстве, принятый в Московском Патриархате Архивная копия от 26 апреля 2018 на Wayback Machine
- Challenges of Orthodoxy in America And the Role of the Ecumenical Patriarchate Архивная копия от 13 июня 2019 на Wayback Machine (2009)